# Seneskalk
Seneschall (franska: sénéchal, av latin: senex, gammal, och fornhögtyska: scalc, tjänare), äldre stavning seneskalk, betyder äldste tjänare, var ursprungligen de frankiska konungarnas hovmästare, och betecknade senare en värdighet som ersatte det upphävda majordomusämbetet. 1191 avskaffades denna värdighet, men i provinserna bibehölls titeln seneskalk för konungens ställföreträdare. Området för deras domsrätt benämndes sénéchaussée.